# 노용호 (법조인)
노용호(盧龍鎬, 일본식 이름: 岡村龍鎬오카무라 류코, 1904년 8월 7일 ~ 1970년 7월 14일)는 일제강점기와 대한민국의 법조인이다. 본관은 교하이다.

## 생애
충청남도 서천군 출신이다. 일본에 유학하여 교토 제국대학 법학부를 졸업했다.
사법관시보를 거쳐 조선총독부 판사로 임용된 뒤, 일제 강점기 동안 대구복심법원 판사와 부산지방법원, 경성지방법원 판사를 역임했다. 1943년을 기준으로 종6위에 서위되어 있었다.
미군정 하에서 남조선과도입법의원 부사무장을 맡았고, 대구고등법원 원장, 국회의원선거위원회 사무차장, 국회사무처 사무차장 겸 법제조사부장, 헌법기초위원회 전문위원, 대한민국의 대법원 초대 법원행정처장, 법전편찬위원회 위원 등을 거쳤다. 이후 변호사를 개업하여 활동하고 대학교수도 지냈다.
2008년 민족문제연구소가 발표한 친일인명사전 수록예정자 명단 중 사법 부문에 선정되었으며 2009년 친일반민족행위진상규명위원회가 발표한 친일반민족행위 705인 명단에도 포함되었다.

## 참고자료
- 노용호(盧龍鎬) - 국사편찬위원회

| 전임 노진설 (미 군정 사법행정처장) | 초대 법원행정처장 1949년 2월 16일 ~ 1949년 5월 20일 | 후임 노용호 |

| 전임 노용호 | 제2대 법원행정처장 1949년 5월 20일 ~ ? | 후임 한성수 |